# Lockheed WC-130
Lockheed WC-130 Hurricane Hunter là một loại máy bay tầm trung, cánh trên được sử dụng cho các nhiệm vụ trinh sát khí tượng. Đây là một phiên bản sửa đổi của loại máy bay vận tải C-130.

## Biến thể

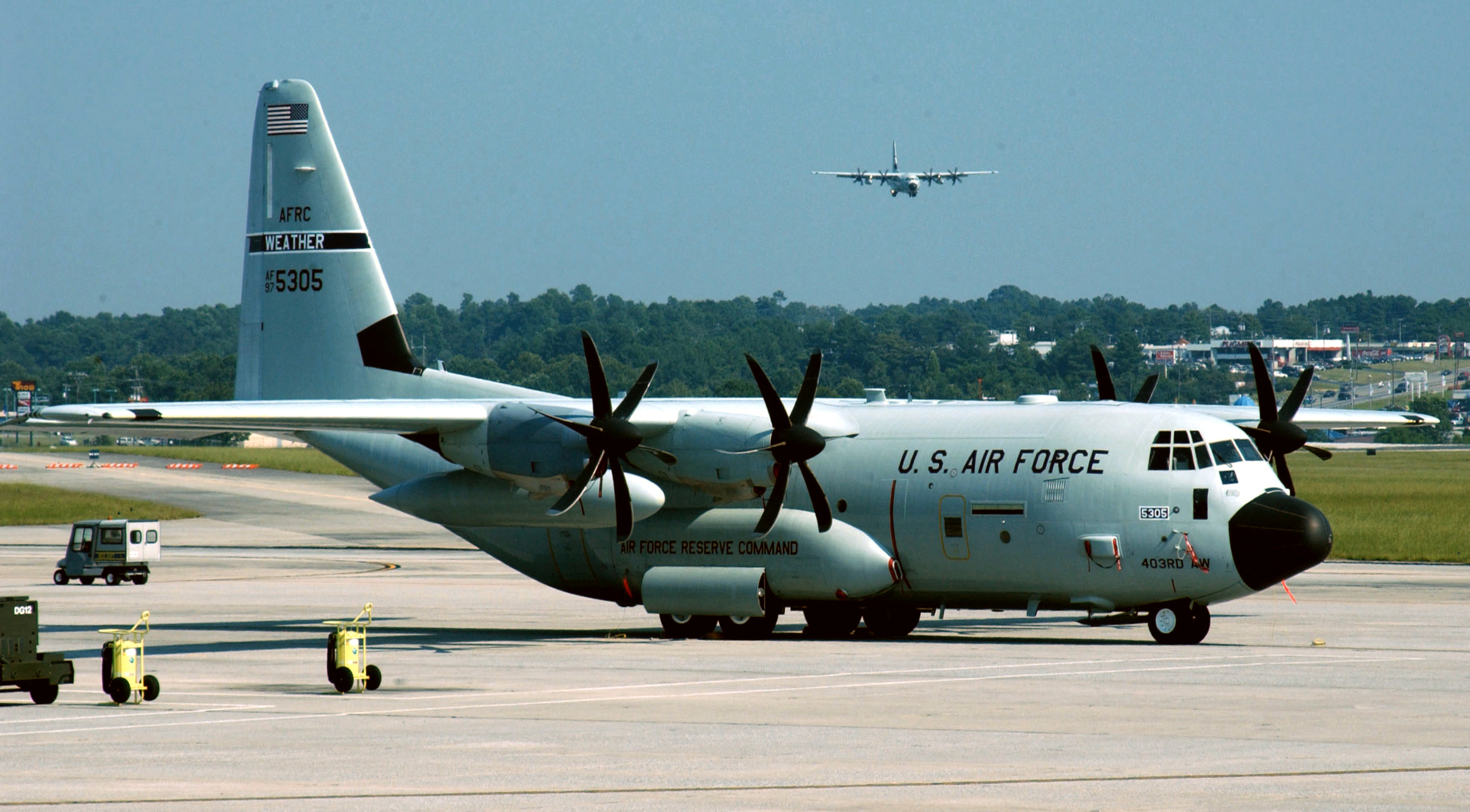
WC-130J

Lockheed WC-130A
Lockheed-Martin WC-130J

## Tính năng kỹ chiến thuật (WC-130J Weatherbird)
Dữ liệu lấy từ 403rd Wing, USAF Reserve
Đặc điểm tổng quát
- Kíp lái: 5
- Chiều dài: 97 ft 9 in (29,79 m)
- Sải cánh: 132 ft 7 in (40,41 m)
- Chiều cao: 38 ft 10 in (11,84 m)
- Trọng lượng cất cánh tối đa: 155.000 lbs (70.310 kg)
- Động cơ: 4 × Rolls-Royce AE2100D3 kiểu turboprop, trên 4.700 shp (3.500 kW)  mỗi chiếc
- Cánh quạt: Dowty R391 , 1 mỗi động cơ

 Hiệu suất bay 
- Vận tốc cực đại: 417 mph trên độ cao 22.000 ft (362 kn; 671 km/h trên độ cao 6.706 m)
- Tầm bay: 1.841 mi với tải trọng 35.000 lbs (2.963 km với tải trọng 15.880 kg)
- Trần bay: 28.000 ft với tải trọng 42.000 lbs (8.534 m với tải trọng 19.050 kg)